# Durch den Nebel der Finsternis
Durch den Nebel der Finsternis ist die einzige Demoaufnahme der deutschen Pagan-Metal-Gruppe Bergthron.

## Geschichte
Das Demo wurde im Proberaum der Band mit einem Vierspur-Rekorder aufgenommen und 1995 als eine der ersten deutschen Pagan-Metal-Produktionen Deutschlands überhaupt veröffentlicht. Es gilt als bedeutendes Frühwerk des Genres. Zuvor hatten lediglich Falkenbach in diesem Genre Kassetten veröffentlicht, und diese waren mit Ausnahme des ebenfalls 1995 erschienenen Laeknishendr stark limitiert.
Anfang der 2000er-Jahre erschien eine Neuauflage auf dem Label Perverted Taste. Auf diesem ist der Titel Burgherr durchgestrichen.

## Stil
Das Demo enthält lediglich ein einziges Lied von rund 18 Minuten Länge. Die Musik unterscheidet sich von typischem Pagan Metal und ist weitaus roher und minimalistischer als im Black Metal. Die Gitarrenriffs sind ähnlich wie bei Burzum repetitiv und das Schlagzeugspiel simpel. Der Gesang ist guttural und unverständlich. Die Metal-Stücke werden von folkloristisch anmutenden Interludien unterbrochen. Anstelle einer Akustikgitarre wie bei den nachfolgenden Alben benutzt die Gruppe hier die E-Gitarre, die teilweise durch ein Keyboard begleitet wird. Durch die Aufnahmequalität bedingt ist beides leicht verzerrt.

## Bedeutung
Das Demo wird fälschlicherweise als Demoaufnahme des Debütalbums gesehen, tatsächlich wurde nur die Melodie des Outros für das Debütalbum Verborgen in den Tiefen der Wälder wieder aufgegriffen. Über die Produktion des Demos schrieb die Band in einem Interview von 2001, dass der schroffe Klang genau so gewollt war. „Ich denke, für die Hörer ist es ja gerade das Besondere, die Band unter diese Bedingungen zu hören – roh und ungeschliffen.“ Ein Reviewer auf Metal1.info bezeichnete die Aufnahme als „etwas sehr Bemerkenswertes“, sie erreiche aber nicht die Tiefe, die im Angesicht der späteren Alben Bergthrons möglich gewesen wäre.